# Megalastrum eugenii
Megalastrum eugenii är en träjonväxtart som först beskrevs av Alexander Curt Brade, och fick sitt nu gällande namn av Alan Reid Smith och R. C. Moran. Megalastrum eugenii ingår i släktet Megalastrum och familjen Dryopteridaceae. Inga underarter finns listade.